# 1714 au théâtre
| Années du théâtre : 1711 - 1712 - 1713 - 1714 - 1715 - 1716 - 1717    |
| Décennies du théâtre : 1680 - 1690 - 1700 - 1710 - 1720 - 1730 - 1740 |

## Événements
- 26 décembre : en France, fondation à Paris de l'Opéra-Comique par Catherine Baron et Gautier de Saint-Edme, à partir de troupes foraines.
- Au Japon, à la suite du scandale Ejima-Ikushima à Edo, les théâtres de kabuki sont éloignés du château, et le Yamamura-za, théâtre de kabuki auquel appartenait l'acteur Ikushima Shingorō, est démantelé.
- À Londres, le journaliste irlandais Richard Steele prend la direction du théâtre de Drury Lane.

## Pièces de théâtre représentées
- 21 octobre : Don Ferdinand oft Spaenschen Sterrekyker (Don Ferdinand ou le télescope espagnol), comédie de Barbara Ogier, Anvers, pour la guilde de Saint-Luc à la chambre des arts réunis.
- The Tragedy of Jane Shore (La Tragédie de Jane Shore), tragédie féminine (she-tragedy) de Nicholas Rowe, avec Anne Oldfield dans le rôle principal, théâtre de Drury Lane, Londres.

## Naissances
- 29 décembre : Marie-Anne Botot Dangeville, comédienne française, morte le 29 février 1796.
- Date précise inconnue ou non renseignée :
  - Marguerite-Marie-Louise Daton, dite Mademoiselle Connell, actrice française, sociétaire de la Comédie-Française, morte le 21 mars 1750.

## Décès
- 10 octobre : Pierre Le Pesant de Boisguilbert, économiste et dramaturge français, né le 17 février 1646.
- 18 octobre : Takemoto Gidayū, récitant jōruri, créateur d'un style de narration chantée pour le théâtre de marionnettes bunraku, fondateur et directeur du théâtre Takemoto-za à Osaka, né en 1651.
- 3 novembre : Nicolas Desmares, comédien français, né en 1650.
- 4 novembre : Christopher Rich, avocat et directeur de théâtre anglais, né en 1657.